# Bund der Danziger

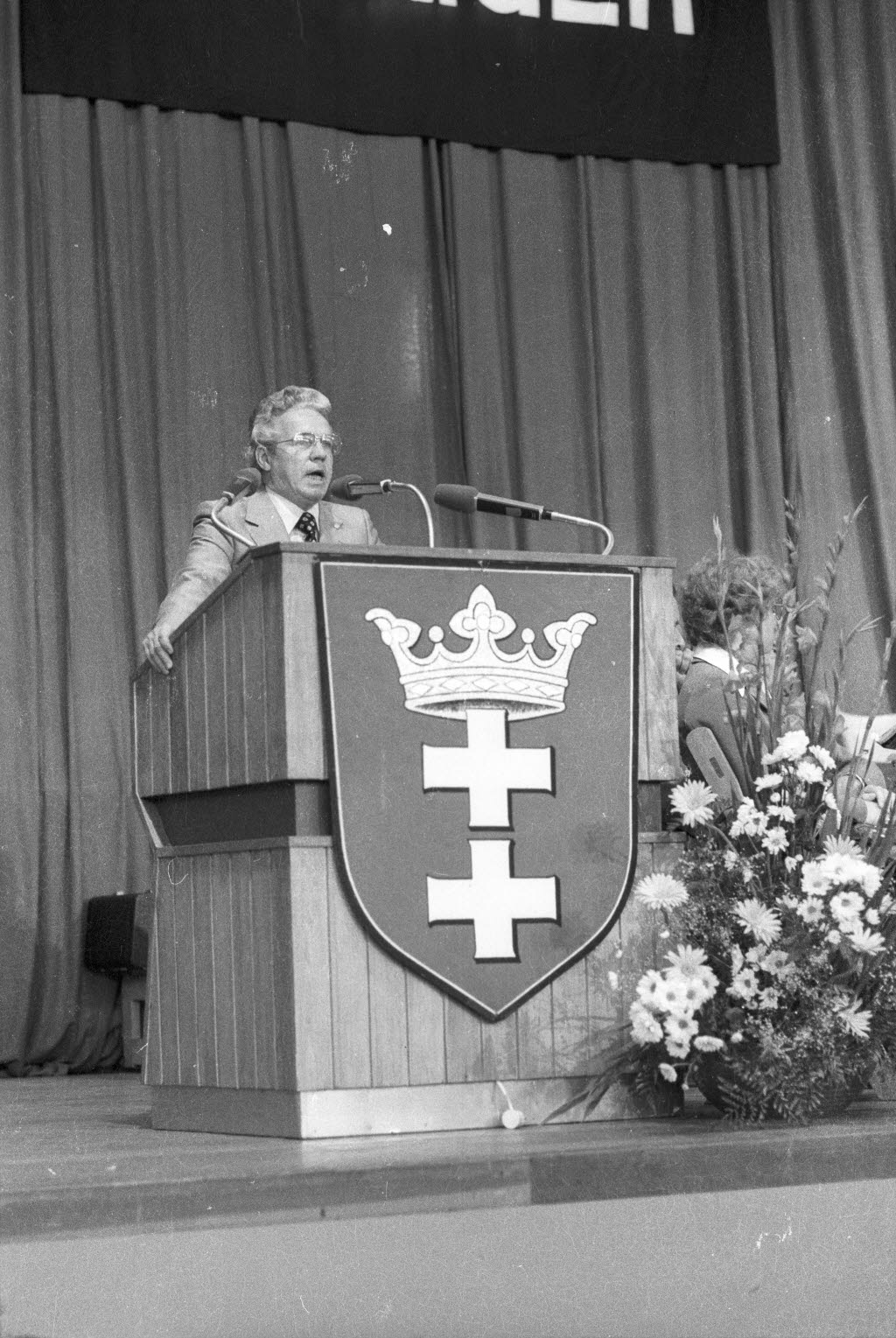
Der Bund führt das Danziger Wappen; hier auf dem Bundestreffen in der Kieler Ostseehalle (1979)

Der Bund der Danziger e. V. (BdDA) ist eine Organisation vertriebener Bewohner der Freien Stadt Danzig und ihrer Nachkommen sowie von Freunden der Stadt, die sich vornehmlich der deutsch-polnischen Begegnung auf dem Gebiet der ehemaligen Freien Stadt Danzig  widmet. Die langjährige Mitgliedschaft beim Bund der Vertriebenen (BdV) ruht zurzeit.

## Vorgeschichte
Unter den Heimatvertriebenen gehörten die Danziger zu den ersten, die sich organisierten.
Im Juni 1945 schlossen sich in Lübeck unter Führung des Oberkonsistorialrats (weiland Pfarrer an der St.-Marien-Kirche zu Danzig) Gerhard M. Gülzow eine Reihe von Danzigern zu einem Danziger Hilfskomitee zusammen. Mit über 7.000 beherbergte Lübeck damals die größte Zahl Danziger Flüchtlinge unter allen Städten Deutschlands und eignete sich besonders als Mittelpunkt zur Sammlung von ca. 70.000 Danziger Staatsangehörigen in Schleswig-Holstein. Dieses Hilfskomitee machte es sich zur Aufgabe, die zerstreuten und auseinandergerissenen Familien durch Schaffung der Danziger Heimatkartei wieder zusammenzuführen und den in Not geratenen Landsleuten Unterstützung zu gewähren. Die Danziger Heimatkartei hatte 1956 bereits ca. 220.000 Einträge. Das Arbeitsfeld dehnte sich aus, mehr Mitarbeiter fanden sich ein. An anderen Plätzen wurden ähnliche Hilfseinrichtungen geschaffen.

## Entstehung

Aufnahmeantrag 1949 in den BdDA

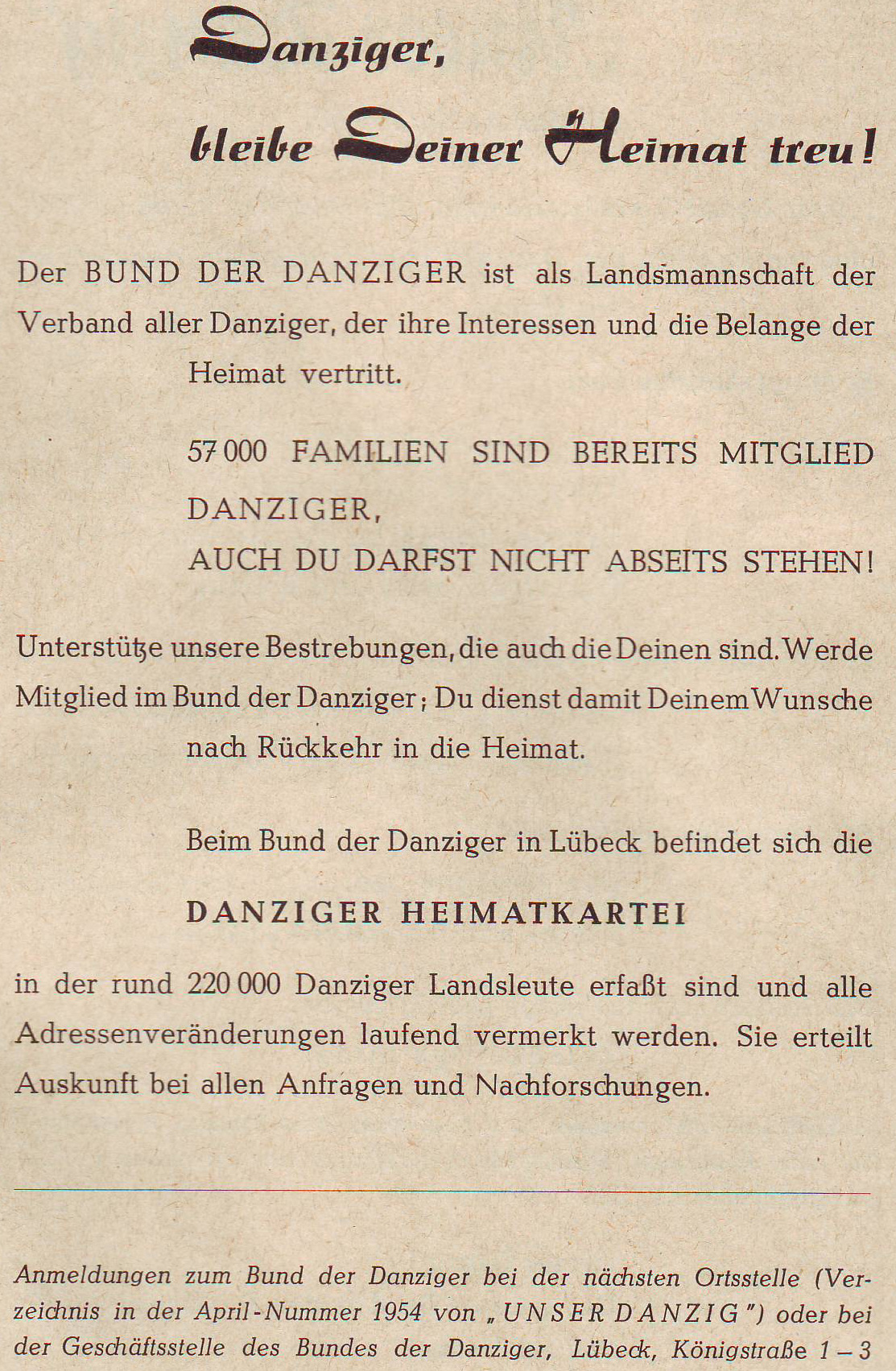
Aufruf zum Eintritt in den BdDA, 1956

Der BdDA wurde am 15. März 1946 in Hamburg und Lübeck gleichzeitig – mit Sitz in Lübeck mit Genehmigung der lokalen, der britischen und der deutschen Behörde – gegründet (vgl. - Gornig S. 117, vgl. Böttcher, S. 68) und ins Vereinsregister eingetragen. Aus allen deutschen Besatzungszonen trafen Beitrittserklärungen von Danziger Staatsangehörigen in großer Zahl ein. Nach kurzem Bestehen wurde die Arbeit des BdDA durch die Verordnung der britischen Militärbehörde unterbrochen; jede weitere Tätigkeit wurde untersagt, da sein Bestehen nach Ansicht der Behörde gegen eine Verordnung des Alliierten Kontrollrates verstoße. Die Tätigkeit wurde durch den Oberkonsistorialrat Gülzow dennoch (illegal) fortgesetzt. Ende Juli 1948 erhielt der BdDA mit den vorgelegten Statuten die endgültige Tätigkeitsgenehmigung von der Militärregierung.
Zu ersten Vorstandsmitgliedern wurden gewählt und nach der Wiederinbetriebnahme in der Aufsichtsratssitzung am 21. August 1948 bestätigt: Oberstudienrat Könnemann, Lübeck; Vorsitzer: Geschäftsführer Burde, Flensburg; Landtagsabgeordneter Josef Cierocki, Eutin; Gewerbetreibender Hintz, Lübeck; Pfarrer Mahlau, Hamburg; Bücherrevisor Pfeiffer, Lübeck; kaufmännischer Angestellter Zocher, Bremen. Dazu als Delegierter der Gesamtvertretung: Kaufmann Ziehm, Hamburg. Der erste Aufsichtsrat setzte sich zusammen aus:
- den Bezirksbeauftragten: Oberinspektor Chall, Oldenburg i. O.; Kaufmann Domanski, Hamburg; Frau Anni Kalähne, Bremen; Frau Rechtsanwalt Aenne Kurowski-Schmitz, St. Tönis; Ingenieur Menge, Braunschweig; Pfarrer Kurt Walter, Stuttgart (Ständiger Vertreter für Pfarrer Walter: kaufmannisdier Angestellter Krzoska, Gießen/Lahn)
- den Gesamtbeauftragten: Rechtsanwalt Sternfeld, Lübeck; Vorsitzer: Verlagsleiter Gspann, Heidelberg; Langguth, Hamburg; Rechtsanwalt Marx, Bad Kissingen; Kaufmann Ziehm, Hamburg

## Aufgaben und Ziele
Die Aufgabe des BdDA war laut § 2 der Statuten: die gemeinsamen Interessen der Danziger zu vertreten, insbesondere in allen sozialen und wirtschaftlichen, arbeitsrechtlichen und beamtenrechtlichen Fragen, die Belange der Danziger bei Behörden Körperschaften, Verbänden etc. wahrzunehmen und bedürftigen Danzigern soziale und karitative Hilfe zu leisten. Der BdDA ermöglichte damit den Danzigern in weltweiter Zerstreuung sich zur Wahrung ihrer Rechte und zur Erhaltung des Heimatgedankens zusammenzuschließen.

## Struktur und Organisation
Unter Vorsitz aktiver Danziger an Orten, an denen sich größere Anzahlen Danziger befanden, wurden Ortsstellen des BdDA gegründet. Der BdDA setzt sich derzeit aus 11 Landesverbänden zusammen: Baden-Württemberg, Bayern, Berlin, Bremen, Hamburg, Hessen, Mecklenburg-Vorpommern, Niedersachsen, Nordrhein-Westfalen und Rheinland-Pfalz. Außer der Mitglieder aus den Landesverbänden kennt der BdDA noch Einzelmitgliedschaften von im Ausland lebenden Danzigern oder Danzigern, die in keinem Danziger Landesverband Mitglied sind. Die einzelnen Landesverbände (wie z. B. Hamburg) haben als e. V. eigene Rechtsfähigkeit.
Sowohl die Mitglieder des BdDA als auch die Wählerschaft des Rates der Danziger (RdDA) sind vertriebene und geflohene Danziger. Insofern gibt es – trotz unterschiedlicher Aufgaben – personelle Überschneidungen zwischen dem BdDA und dem RdDA. So war z. B. der seit 2011 amtierende Bundesschriftführer des RdDA zugleich Präsident des RdDA.
Bundesvorsitzende des Bundes der Danziger e. V. waren:
- Rudolf Könnemann (Lübeck), 25. März 1946 bis 30. Oktober 1978[2]
- Oberstudienrat Helmut Roick (Kiel), 30. Oktober 1978 bis 31. März 2003
- Werner Hewelt (Göttingen), 31. März 2003 bis 27. Juni 2009 (HR Eintragung 10. September 2009)[3]
- Dieter Teubler (Bad Säckingen), 27. Juni 2009 bis 3. September 2011 (Eintragung HR 21. Dezember 2011)
- Heiko Körnich (Lübeck-Travemünde), 3. September 2011 bis 18. Oktober 2015

Ab dem 18. Oktober 2015 war Roswitha Möller (Münster/Westfalen) Bundesvorsitzende. und war somit die erste weibliche Vorstandsvorsitzende in der Geschichte des Bundes der Danziger seit 1946.
Seit August 2021 führt Marcel Pauls als Bundesvorsitzender den Bund der Danziger e. V.

## Krise und Neubeginn
Der bis zum 27. Juni 2009 amtierende Vorstand des BdDA legte den Delegierten (die vereinsrechtlich als Mitgliederversammlung gelten) zur Bundesdelegiertenversammlung am 20. September 2008 – ohne zuvorgehende inhaltliche Ankündigung – drei Anträge zur Beschlussfassung vor:
- Einstellung des Mitteilungsblattes Unser Danzig und Überführung seiner Teile in das Mitteilungsblatt Der Westpreusse – Unser Danzig[5]
- Fusion des BdDA mit der Landsmannschaft Westpreußen e. V., künftig „Landsmannschaft Danzig-Westpreußen e. V.“ heißen sollte
- Auflösung des BdDA

Diese Anträge begründete der BdDA-Bundesvorstand mit der schwindenden Mitgliederzahl sowie der finanziellen Lage des Vereins. In Ermangelung jedweder Fristen zur Vorbereitung auf Änderungsanträge dieser Größenordnung stimmten die Delegierten dennoch mehrheitlich diesen Anträgen zu, vorbehaltlich folgender Nebenbedingungen:
- Es handelt sich bei den Anträgen um Grundsatzentscheidungen, die einer Abstimmung mit noch vorzulegenden Alternativkonzepten der Landesverbände bedürfen, um wirksam werden zu können.
- Den Landesverbänden wird deshalb Gelegenheit gegeben, alternative Konzepte zur Neuorganisation des BdDA auszuarbeiten. Aus diesen wird eine Delegiertenversammlung das beste Konzept auswählen.

Die Auflösung scheiterte am Widerstand der Landsmannschaft der Danziger Hamburg e. V. und anderer Befürworter des Erhalts des BdDA. Am 27. Juni 2009 folgte eine Delegiertenversammlung mit Neuwahlen. Der neue Vorstand wurde überwiegend von den Vertretern jener Landesverbände gebildet, die sich in der Krise 2008/2009 für den Erhalt des BdDA eingesetzt hatten.

## Sitz des Bundes
Der Sitz des BdDA wurde innerhalb Lübecks mehrfach verlegt. Seit der Gründung des Bundes war die Geschäftsstelle in der Mühlenstraße 1. Von der Eröffnung des Museums Haus Hansestadt Danzig bis zum Ende der Kooperation zwischen dem Bund der Danziger und dem Danziger Förderverein e. V. am 15. Mai 2009 befand sich der Sitz des Bundes im Gebäude des Museums, Engelsgrube 66. Infolge der gescheiterten Auflösungsplanungen (siehe oben) wurde die Geschäftsstelle von dort in die Media Docks (Willy-Brandt-Allee 31, Lübeck) verlegt. Vom 1. September 2009 an bis Ende 2022 befand sich die Geschäftsstelle des Bundes der Danziger in der Fleischhauerstraße 37. Nun lautet die postalische Adresse wie folgt: Maria-Goeppert-Str. 3, 23562 Lübeck.

## Mitgliederzeitschrift
Der Bund verlegte beginnend mit der ersten Ausgabe vom November 1948 ein eigenes Mitteilungsblatt für die Vereinsmitglieder, das in der Regel einmal monatlich aktuelle und historische Themen, die die Stadt Danzig und die Freie Stadt Danzig betreffen, präsentierte. Die erste Ausgabe (Nr. 1 vom November 1948) erschien unter dem Namen Rundschreiben für die Mitglieder des Bundes der Danziger e. V., Lübeck, gefolgt von der Nummer 2 vom Januar 1949 unter dem Namen Mitteilungsblatt für die Mitglieder des Bundes der Danziger e. V., Lübeck, welchen Namen diese Publikation bis zur 10. Nummer im Dezember 1949 (Weihnachtsausgabe) behielt. Ab der nächsten Nummer, d. h. der Januarausgabe 1950 bis heute heißt das Blatt durchgehend Unser Danzig. Beginnend mit den Inhalten des Jahres 1957 erscheinen jährlich nachträglich in einer Januarausgabe Inhaltsverzeichnisse mit Titeln und Sachregister aller Ausgaben des Vorjahres.
Seit dem 1. Januar 2008 war die Herausgabe von Unser Danzig unterbrochen. Sie wird ab Oktober 2013 unter dem Namen Danzig – Mitteilungsblatt des Bundes der Danziger e. V. quartalsjährlich fortgesetzt. Die bis dahin getrennt erscheinende Zeitschrift Der Westpreuße benutzt den Namen „Unser Danzig“ seit dem Januar 2009 im Untertitel und erscheint seither unter dem Namen Der Westpreuße – Unser Danzig.

## Tag der Danziger
Der Tag der Danziger findet seit 1950 nahezu jährlich statt, so 1984 in Kiel und 1991 in Koblenz. In den letzten Jahren wurde als Veranstaltungsort die Handwerkskammer Lübeck gewählt. 2014 wurde in Düsseldorf die 50-jährige Patenschaft mit der Stadt gefeiert. Der folgende Tag der Danziger wurde 2015 in Danzig begangen. Siebzig Jahre nach Flucht und Vertreibung fand das erste Treffen mit offiziellen Vertretern der Stadt im Europäischen Zentrum der Solidarność statt. Wegen der Corona-Pandemie wurde der „Tag der Danziger“ 2020 und 2021 nicht in Präsenz durchgeführt.